# 颱風海高斯 (2002年)
颱風海高斯（英語：Typhoon Higos，国际编号：0221，联合台风警报中心：25W）被認為是第二次世界大战以來影響东京第三強的熱帶氣旋，也是2002年的第21個被命名的熱帶氣旋，海高斯發展於9月25日在北馬里亞納群島以東的熱帶擾動；在發展前幾天穩定向西北西方向移動，在9月29日達到巔峰；隨後海高斯減弱並轉向東北往日本移動，於10月1日在該國神奈川縣登陸，它在穿越本州島時減弱，並且在穿越北海道不久之後，10月2日海高斯轉化為溫帶氣旋，隨後通過库页岛，於10月4日消散。
在影響日本之前，海高斯在經過北馬里亞納群島北方時對該地產生強風，導致有兩個島嶼中斷所有對外交通；後來，海高斯在日本產生每小時161公里的陣風，共造成608,130棟房屋停電，有兩人颱風的侵襲中罹難；颱風使日本降下了346毫米的大雨；水淹沒了房屋，25艘船受大浪影響，造成一人罹難，該國的經濟損失為21.4億美元；總計該國共有五人罹難，隨後轉化後的海高斯繼續前往庫頁島，又造成七人罹難。

## 氣象歷史
聯合颱風警報中心在9月25日開始觀察在北馬里亞納群島東方的熱帶擾動，雖然強度較弱，但有良好的流出通道，並位於垂直風切較低的海域，日本東方的亞熱帶高壓使該系統向西北西移動，26日移動到南鸟岛南方時該系統增強為熱帶低氣壓，數小時後日本氣象廳和聯合颱風警報中心都將此系統升格為熱帶風暴，同時日本氣象廳依照颱風命名表將其命名為海高斯，並給予編號0221；此時該系統發展出明顯的對流雲系。
經過塞班島北部的海高斯逐漸增強，在命名後12小時增強為強烈熱帶風暴，並於9月28日增強到颱風強度；不久後，在帕甘島南方通過；直徑15公里的清晰風眼，使海高斯加速增強；在29日12時，海高斯達到巔峰；日本氣象廳估系十分鐘平均風速為每小時175公里；聯合颱風警報中心估計一分鐘平均風速為每小時250公里，使得海高斯成為超級颱風；數小時後由於海高斯到達副熱帶高壓的西南邊緣，使得海高斯開始減速並開始轉向北方，轉向完成後朝北北東方加速移動，由於垂直風切增加使海高斯開始減弱。
在10月1日11時左右，海高斯以每小時130公里的強度在三浦半島東側通過，大約30分鐘後在神奈川縣東部登陸橫須賀附近，海高斯在當日12時通過东京，成為第二次世界大战以來影響东京第三強的熱帶氣旋，海高斯在穿越本州島時減弱為強烈熱帶風暴並逐漸轉化，同日21時於北海道苫小牧市二度登陸，9小時候轉化為溫帶氣旋；聯合颱風警報中心發出最後關於海高斯的報告 ，轉化之後繼續向北穿越库页岛，最後在堪察加半島西邊消散。

## 防災措施及影響

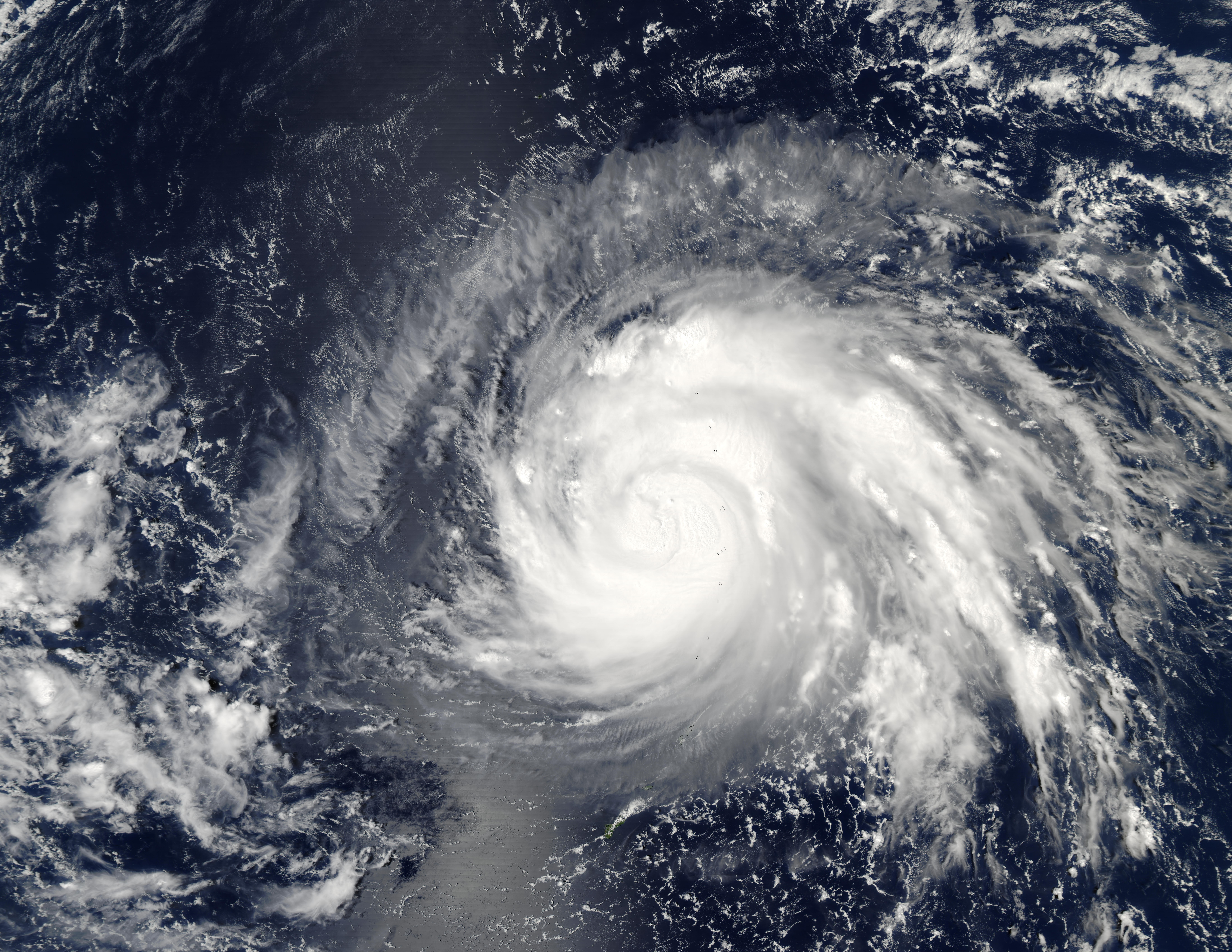
9月28日的強烈熱帶風暴海高斯，當時位於北馬里亞納群島附近

海高斯首先影響了北馬里亞納群島，平均風速每小時94公里，在帕甘島上風速達到每小時183公里；颱風造成阿格里漢島和阿拉木根島嚴重的農業損失，導致島上糧食短缺，塞班島的政府官員派遣一艘裝載當地红十字会捐贈食物的船到上述兩個島上。
海高斯影響日本之前，300個航空航班被取消，並停止鐵路運輸及渡輪運輸；一些棒球比賽被迫延賽，還有一些店家提前打烊，颱風對日本關東附近的離島產生強風並造成停電，颱風在日本登陸後，在靜岡县測得每小時104公里的強風，而東京也有每小時94公里的強風，在海高斯轉化為溫帶氣旋時，在北海道的浦河測得每小時161公里的強陣風；日本有數個測站測得破該測站紀錄的陣風；颱風在神奈川箱根測得346毫米的雨量; 並測得一小時80毫米的降雨量；有25艘船被沖上岸，也包括伊豆大島附近的一艘貨船，有一名女子被巨浪沖走。
海高斯在日本造成有2254棟房屋被淹，有數千人被迫撤離，總計有2694棟房屋受損，另有12間房屋嚴重受損，許多房屋的屋頂被吹掀，本州島有608,130棟建築物停電，北海道也有數千戶停電，有兩名被掉落的電線電擊；強降雨導致東京附近山區產生泥石流，並摧毀一些建築物，並導致多摩川水位高於正常水平，有多條高速公路封閉；在橫濱有一個鋼窗框擊中一名男子，該名男子最終被宣告罹難；一棵被強風吹倒的樹砸中一台汽車，車上有一人因此受傷；颱風在日本造成的經濟損失為21.4億美元，在岩手县有約7300萬美元的經濟損失，主要是道路和公共建築受損，颱風在日本共造成5人罹難和108人受傷，受傷的108人中其中有55人在東京。
轉化為溫帶氣旋後，海高斯影響千島群島和库页岛，有22個鎮停電，渡輪船班被取消，在庫頁島有許多樹木被強風吹倒，吹倒的樹木倒在道路上阻礙交通，也造成6人受傷，有兩艘船被吹翻，造成7人罹難。

## 註腳
1. ↑  除非另有注明，否則所有損失總計均為2002年美元
2. ↑  「垂直風切變」是指比較一垂直高度中的風速及風向差，由於強烈的垂直風切變會干擾對流，使熱帶氣旋的結構受破壞、甚至系統高低層分離，熱帶氣旋必須在垂直風切變較弱的環境才可順利發展。[2]
3. ↑  由美國提供，是查莫罗语的'無花果'[3]
4. ↑  日本氣象廳是世界氣象組織指定的西北太平洋區域專責氣象中心，負責該區域內（包括南海、東海）的熱帶氣旋正式編號與命名工作：每當該機構把一個熱帶低氣壓升為熱帶風暴時，該機構亦會依照在世界氣象組織颱風委員會上通過的名稱表作出命名，同時給予4位數字的國際編號。前兩位為當年公元紀年最後兩位數（2002），後兩位代表海高斯是當年被日本氣象廳第21個升為熱帶風暴的熱帶氣旋。
5. ↑  依國際上的分級定義，平均風速須超過每小時118公里才可稱颱風
6. ↑  2002年日幣轉換當年的美元

## 來源
1. 1 2 3 4 5 6 7 8 9  Joint Typhoon Warning Center.  (PDF) (报告). United States Navy.   [2012-08-31]. （原始内容存档 (PDF)于2016-03-04）. （页面存档备份，存于）
2. ↑  香港熱帶氣旋追擊站. .   [2015年8月18日]. （原始内容存档于2015年8月23日） （中文（香港））. （页面存档备份，存于）
3. 1 2 3 4 5 6 7 8 9  Gary Padgett. . 2002  [2012-09-07]. （原始内容存档于2014-05-03）. （页面存档备份，存于）
4. 1 2 3 4 5 6 7   (PDF) (报告). Japan Meteorological Agency. 31.   [2012-08-27]. （原始内容 (PDF)存档于2016-03-03）. （页面存档备份，存于）
5. ↑  . Saipan Tribune. 2002-10-01  [2012-09-07]. （原始内容存档于2013-02-08）. Archive.today的存檔，存档日期2013-02-08
6. ↑  . Saipan Tribune. 2002-10-02  [2012-09-07]. （原始内容存档于2013-02-08）. Archive.today的存檔，存档日期2013-02-08
7. 1 2 3 4 5  Mari Yamaguchi. . Associated Press. 2002-10-01. (需要訂閱)
8. ↑  . CNN.com. 2002-09-29. (需要訂閱)
9. 1 2 3 4 5 6   (报告). Digital Typhoon.   [2012-09-07]. （原始内容存档于2018-09-21）. （页面存档备份，存于）
10. ↑  . Channel News Asia. 2002-10-02. (需要訂閱)
11. 1 2 3 4  Guy Carpenter.  (PDF) (报告). Marsh & McLennan Companies: 21. 2003-01-30  [2012-07-25]. （原始内容 (PDF)存档于2012-05-26）. （页面存档备份，存于）
12. ↑  . Agence France-Presse. 2002-10-02. (需要訂閱)
13. ↑  . Japanese Business Digest. 2004-10-15. (需要訂閱)
14. 1 2  . RIA Novosti. 2002-10-03. (需要訂閱)
15. ↑  . British Broadcasting Corporation. 2002-10-04. (需要訂閱)
16. ↑  . Associated Press. 2002-10-03. (需要訂閱)

## 外部連結
- （日語）日本氣象廳：數位颱風網資料（日文版 （页面存档备份，存于）、英文版 （页面存档备份，存于））、0221最佳路徑數據 （页面存档备份，存于）、0221最佳路徑圖 （页面存档备份，存于）、《2002年熱帶氣旋年刊》
- （英文）美國聯合颱風警報中心：颱風海高斯最佳路徑圖、《2002年熱帶氣旋年刊》 （页面存档备份，存于）
- （英文）美國海軍研究實驗室：25W檔案 （页面存档备份，存于）
- （简体中文）中國國家氣象中心：2002年熱帶氣旋最佳路徑數據 （页面存档备份，存于）
- （繁體中文）臺灣交通部中央氣象局：颱風資料庫——中度台风海高斯、海高斯最佳路徑圖
- （繁體中文）香港天文台：實時天氣稿（9月29日 （页面存档备份，存于）－30日 （页面存档备份，存于）－10月1日 （页面存档备份，存于）－2日 （页面存档备份，存于））、《2002年熱帶氣旋年刊》（網頁版、可攜式文件格式版）